# Banjos banjos
Banjos banjos és una espècie de peix i l'única de la família dels banjòsids i del gènere Banjos.

## Morfologia
- Cos alt, ben comprimit, de 20 cm de llargària màxima, de color uniformement marró grisenc i amb una taca de color negre a l'aleta dorsal. Les aletes verticals tenen les vores de color blanc. Presenta vuit bandes longitudinals i fosques.
- 10 espines i 11 radis tous a l'aleta dorsal. 3 espines i 7 radis tous a l'aleta anal.
- La tercera espina dorsal i la segona anal són especialment llargues i fortes.
- La inserció de l'aleta pelviana es troba darrere de la base de l'aleta pectoral.
- Perfil del cap inclinat i ben alt.
- Boca obliqua i amb la mandíbula superior gairebé amagada per l'os suborbital.
- Absència d'espines a l'opercle.
- Línia lateral ininterrompuda i completa.[4][5][6]

## Hàbitat
És un peix marí, costaner, demersal i de clima tropical, el qual viu entre 50 i 400 m de fondària.

## Distribució geogràfica
Es troba al Pacífic occidental: des del sud del Japó fins al mar de la Xina Oriental, Indonèsia i les illes Chesterfield.

## Ús comercial
Es comercialitza fresc.

## Observacions
És inofensiu per als humans.